# 布拉茨凱 (奧赫特爾卡區)
布拉茨凱（烏克蘭語：Братське）是位於烏克蘭東北部的村莊，由蘇梅州奧赫特爾卡區的特羅斯佳內茨市鎮負責管轄。該村分別距離奧沃季夫卡1公里和馬先卡2.5公里，海拔高度159米，2001年人口8。